# Deere & Company
A Deere & Company (NYSE:DE) é uma corporação estadunidense fundada na localidade de Moline, estado de Illinois. É a líder mundial na fabricação de equipamentos agrícolas incluindo tratores, ceifeiras debulhadoras, semeadoras, equipamentos de forragem, e equipamentos florestais; também é o um dos maiores fabricantes de equipamentos de jardinagem, e campos de golfe, tais como corta relvas e aradores de solo, John Deere é também um grande fabricante de equipamentos de construção.
Além disso, a John Deere fabrica motores utilizados em equipamentos pesados e fornece serviços financeiros e outras atividades correlacionadas para suportar os negócios principais.
John Deere nasceu em Rutland, estado de Vermont em 17 de fevereiro de 1804 trabalhou quatro anos como aprendiz de ferreiro. Ele desenvolveu e começou a produzir comercialmente o primeiro arado de aço em 1837, um avanço que auxiliou a migração para as planícies americanas no século XIX e início do século XX.
Em 1837, os negócios de manufatura deram origem a Deere & Company, que logo foi assumida pelo seu filho Charles, que estabeleceu centros de comercialização e concessionários independentes para ampliar as vendas para todo o mercado norte-americano. Ela é uma das companhias industriais mais antigas dos Estados Unidos.
Atualmente a companhia emprega aproximadamente 50.000 pessoas em 21 países, incluindo os Estados Unidos, Canadá, Reino Unido, China, França, Alemanha, Brasil, Argentina, Espanha, Itália, Índia, Polônia, e México, entre muitos outros. Os produtos de qualidade e o suporte ao cliente superior pelo Concessionário tiveram um papel primordial no sucesso da marca John Deere.

## Unidades operacionais

### Divisão agrícola
A John Deere é líder mundial na fabricação de equipamentos agrícolas, com mais de 600 diferentes modelos em linha de produção, que inclui tratores, alfaias para preparar o solo, semeadoras, cultivadores mecânicos, pulverizadores, ceifeiras debulhadoras de grãos e de algodão e equipamentos para feno e silagem.

### Divisão de equipamentos para construção
Produz e comercializa equipamentos pesados para a construção, obras públicas, movimentação de materiais e silvicultura. Os principais produtos incluem motoniveladoras, scrapers, carregadoras (lagartas e de pneus), retroescavadoras, escavadoras e transportadores florestais, entre outros. Na América do Norte, a John Deere está na liderança do mercado da maioria destas áreas. A John Deere também é líder em equipamentos florestais no mercado europeu.

### Comerciais e domésticos
A John Deere fabrica e comercializa a mais ampla linha de tratores para relvados e jardins, corta relvas, aradores de solo e outros produtos motorizados para uso comercial e doméstico. Na linha de equipamentos para golfe e turfe tem destacada participação no mercado.

### Divisão mundial de peças
Fornece peças originais para toda a linha John Deere. Também coordena a distribuição e a administração mundial dos estoques e materiais e ajuda os concessionários a desenvolverem a sua capacidade de comercialização de peças e serviços..

### Divisão de motores
A John Deere é um dos maiores fabricantes de motores do mundo. Além de produzir motores para a maioria de todos os seus produtos, ainda fornece motores industriais pesados para veículos fora-de-estrada e outras aplicações.

### Crédito
A John Deere Credit opera nos principais mercados agrícolas mundiais como Estados Unidos, Canadá, México, Austrália, Inglaterra, França, Alemanha, Argentina, Luxemburgo e no Brasil.

## Subsidiárias e afiliadas
- AGRIS Corporation
- John Deere Capital Corporation

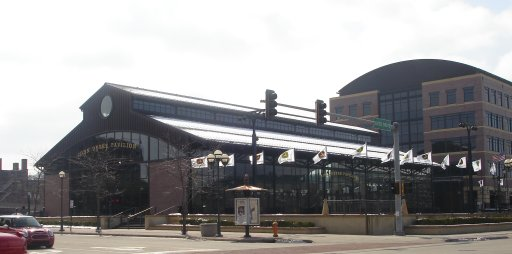
O John Deere Pavilion em Moline, Illinois.

- John Deere Landscapes – fornecedor de plantas para paisagismo e materiais e equipamentos para irrigação.
- Agreentech
- NavCom Technology, Inc.

## No Brasil
A união entre a John Deere e a SLC completou 27 anos em janeiro de 2006. No ano de 1979 a John Deere formalizou sua associação com a Schneider Logemann & Cia. Ltda., então uma tradicional fabricante de colheitadeiras automotrizes brasileira, ao adquirir 20% do seu capital. Em 1983 a empresa inicia a produção de plantadeiras no Brasil e lança a primeira colheitadeira na cor verde (SLC modelo 6200), que até então eram pintadas na cor vermelha. Em 1996, motivada pela identidade de ideologias, princípios e objetivos, foi constituída a SLC - John Deere Ltda., e neste mesmo ano passa a produzir tratores no Brasil, um antigo sonho acalentado desde os anos 70. Com injeção de novos recursos, a John Deere passa a controlar 40% do capital da nova empresa.
O controle acionário, no entanto, é transferido à John Deere em 1999. No mercado há 61 anos, líder em vendas de colheitadeiras e com expressiva participação no setor de máquinas agrícolas, a SLC foi a parceira ideal pelo seu conhecimento e pela sua penetração no agribusiness brasileiro pela sua base industrial em Horizontina, Rio Grande do Sul. Ingredientes essenciais agregados à competência tecnológica e corporativa da John Deere. Também no ano de 1999 é concluída a construção da unidade em Catalão, Goiás, iniciando-se a produção de colheitadeiras de cana-de-açúcar no Brasil.
Em 2001 a unidade brasileira passa a se chamar John Deere Brasil SA assumindo definitivamente a logomarca mundial da companhia.
Em novembro de 2004, foi lançada a pedra fundamental de uma nova fábrica da John Deere no Rio Grande do Sul.
Atualmente, a unidade da John Deere no Brasil é responsável por 60% do total das exportações brasileiras de colheitadeiras. As máquinas produzidas nesta unidade respondem por 50% da colheita de grãos no País.

## Linha do tempo
- 1837 - O ferreiro John Deere inventa o primeiro arado de aço autolimpante comercialmente bem-sucedido, marcando o começo da empresa.
- 1868 - A empresa passa a denominar-se Deere & Company.
- 1886 - John Deere morre em Moline, aos 82 anos de idade.
- 1910-1918 - A empresa amplia sua linha de produtos, principalmente através de aquisições. A compra mais importante é a da Waterloo Traction Engine Company (tratores Waterloo Boy), em 1918.
- 1931-1933 - A John Deere conquista a fidelidade dos fazendeiros ao recusar-se retomar os produtos dos inadimplentes, na época da recessão de 1929. As vendas cresceram quase 90%.
- 1946-1954 - Período de grandes lançamentos de novos produtos como as colheitadeiras automotrizes de milho e de algodão.
- 1956 - A John Deere estende suas operações ao México e à Alemanha, marcando o início de sua internacionalização.
- 1958 - É fundada a John Deere Credit.
- 1963 - A John Deere torna-se a líder mundial em equipamentos agrícolas.
- 1979 - A John Deere adquire 20% do capital social da SLC no Brasil.
- 1982-1989 - A John Deere resiste à grave recessão agrícola e se mantém como a única fabricante independente de equipamentos agrícolas dos EUA.
- 1996 - A John Deere introduz sua linha de tratores no Brasil com a marca SLC - John Deere, quando sua participação aumentou para 40%.
- 1999 - No Brasil, assume o controle total do capital da SLC - John Deere.
- 2001 - A John Deere incorpora sua marca mundial no Brasil.
- 2004 - Lançada primeira colheitadeira de cana de açúcar com a marca John Deere em Catalão - GO.
- 2005 - Lançada a pedra fundamental da fábrica de Tratores em Montenegro - RS.
- 2007 - A Fábrica de Tratores em Montenegro - RS produz sua primeira unidade, a inauguração oficial está prevista para 2008.
- 2014 - Inauguração das fábricas de Equipamentos de Construção em Indaiatuba - SP, produzindo Retro-escavadeiras, Pás-carregadeiras e Escavadoras Hidráulicas.
- 2017 - A John Deere adquire a Wirtgen Group, líder mundial em equipamentos de construção de rodovias, em um negócio envolvendo 4,35 bi de Euros.
- 2018 - Início da produção de Tratores de Esteira na fábrica de Indaiatuba - SP
- 2018 - A John Deere adquire a multinacional argentina PLA, fabricante de Pulverizadores e Plantadeiras.
- 2019 - Anunciada a nacionalização do produto Motoniveladora, com início de produção prevista para 2021.